# Список мирных ядерных взрывов в СССР
В период с 1965 по 1988 год на территории СССР в рамках реализации государственной программы «Ядерные взрывы для народного хозяйства» было произведено 124 мирных ядерных взрыва, из них 117 — за пределами границ испытательных полигонов ядерного оружия. Все ядерные взрывы были подземными.
По соотношению «количество взрывов (количество зарядов и устройств)»: 80 (84) проведено в РСФСР, 39 (46) — в Казахской ССР, 2 (2) — в Украинской ССР, 2 (2) — в Узбекской ССР, 1 (1) — в Туркменской ССР. Подавляющее большинство взрывов зарядов (130) было произведено в скважинах, лишь один — в шахте и четыре — в штольнях.

## Список мирных ядерных взрывов
Ниже приведён список мирных ядерных взрывов, проведённых в СССР. Для каждого взрыва указаны дата и время проведения (по Гринвичу), условное наименование, место проведения, глубина заложения ядерного заряда (H) в метрах, энерговыделение (E) заряда в килотоннах тротилового эквивалента, сейсмическая величина (mb) и дополнительная информация (описание и цели).
| №   | Дата и время           | Условное наименование | Место проведения                                        | H, м          | E, кт  | mb  | Дополнительная информация                                                                                   | Примечания                  |
| --- | ---------------------- | --------------------- | ------------------------------------------------------- | ------------- | ------ | --- | --- | --------------------------- |
| 1   | 15 января 1965 6:00    | Чаган                 | Семипалатинский полигон 49°56′06″ с. ш. 79°00′29″ в. д. | 178,0         | 140,00 | 6,0 | Создание водохранилища взрывом на выброс в скважине № 1004. Является первым промышленным взрывом            | [ 6 ] [ 1 ] [ 2 ] [ 7 ]     |
| 2   | 30 марта 1965 8:00     | Бутан-1 Бутан-2       | Башкирская АССР, РСФСР 53°06′ с. ш. 55°52′ в. д.        | 1341,0 1375,0 | 2,30   |     | Первый групповой взрыв в скважинах № 617 и 618 по программе интенсификации добычи нефти                     | [ 6 ] [ 1 ] [ 2 ] [ 7 ]     |
| 3   | 10 июня 1965 7:00      | Бутан                 | Башкирская АССР, РСФСР                                  | 1350,0        | 7,60   |     | Взрыв в скважине № 622 для интенсификации добычи нефти                                                      | [ 6 ] [ 1 ] [ 2 ] [ 8 ]     |
| 4   | 14 октября 1965 4:00   | Сары-Узень            | Семипалатинский полигон                                 | 48,0          | 1,10   |     | Взрыв на выброс в скважине № 1003                                                                           | [ 6 ] [ 1 ] [ 2 ] [ 8 ]     |
| 5   | 22 апреля 1966 2:58    | Азгир                 | Гурьевская область, Казахская ССР                       | 161,0         | 1,10   | 4,7 | Взрыв в скважине № А-1 с целью создания полостей в месторождении каменной соли                              | [ 6 ] [ 9 ] [ 2 ] [ 8 ]     |
| 6   | 30 сентября 1966 6:00  | Урта-Булак            | Бухарская область, Узбекская ССР                        | 1532,0        | 30,00  | 5,1 | Перекрытие газовых фонтанов взрывом в скважине № 1-С                                                        | [ 6 ] [ 9 ] [ 10 ] [ 8 ]    |
| 7   | 6 октября 1967 7:00    | Тавда                 | Тюменская область, РСФСР                                | 172,0         | 0,30   | 4,7 | Взрыв в скважине для создания подземных ёмкостей                                                            | [ 6 ] [ 9 ] [ 10 ] [ 11 ]   |
| 8   | 21 мая 1968 3:59       | Памук                 | Кашкадарьинская область, Узбекская ССР                  | 2440,0        | 47,00  | 5,4 | Взрыв в скважине для перекрытия газовых фонтанов                                                            | [ 6 ] [ 9 ] [ 10 ] [ 11 ]   |
| 9   | 1 июля 1968 4:02       | Азгир                 | Гурьевская область, Казахская ССР                       | 600,0         | 27,00  | 5,5 | Взрыв в скважине № А-2 для создание полостей в массиве каменной соли                                        | [ 6 ] [ 9 ] [ 10 ] [ 11 ]   |
| 10  | 21 октября 1968 3:52   | Телькем               | Семипалатинский полигон                                 | 31,4          | 0,24   |     | Взрыв на выброс в скважине № 2308 (образование водохранилища)                                               | [ 6 ] [ 9 ] [ 10 ] [ 11 ]   |
| 11  | 12 ноября 1968 7:30    | Телькем-2             | Семипалатинский полигон                                 | 31,4          | 0,24   |     | Калибровочный взрыв на выброс в скважинах № 2305—2307 с образованием траншеи (впоследствии водохранилище)   | [ 6 ] [ 9 ] [ 10 ] [ 11 ]   |
| 12  | 2 сентября 1969 5:00   | Грифон                | Пермская область, РСФСР                                 | 1212,0        | 7,60   | 4,9 | Взрыв в скважине № 1001 с целью интенсификации добычи нефти и газа                                          | [ 6 ] [ 9 ] [ 10 ] [ 12 ]   |
| 13  | 8 сентября 1969 5:00   | Грифон                | Пермская область, РСФСР                                 | 1208,0        | 7,60   | 4,9 | Взрыв в скважине № 1002 с целью интенсификации добычи нефти и газа                                          | [ 6 ] [ 9 ] [ 10 ] [ 12 ]   |
| 14  | 26 сентября 1969 7:00  | Тахта-Кугульта        | Ставропольский край, РСФСР                              | 712,0         | 10,00  | 5,6 | Взрыв в скважине для интенсификации добычи газа                                                             | [ 6 ] [ 9 ] [ 10 ] [ 12 ]   |
| 15  | 6 декабря 1969 7:03    | Скважина 2-Т          | Мангышлакская область, Казахская ССР                    | 407,0         | 30,00  | 5,8 | Взрыв в скважине для создания провальных воронок и решения вопросов инженерной сейсмологии                  | [ 6 ] [ 9 ] [ 10 ] [ 12 ]   |
| 16  | 25 июня 1970 5:00      | Магистраль            | Оренбургская область, РСФСР                             | 702,0         | 2,30   | 4,9 | Взрыв в скважине № 1Т-2С с целью создания ёмкостей для хранения газа                                        | [ 6 ] [ 13 ] [ 10 ] [ 12 ]  |
| 17  | 12 декабря 1970 7:01   | Скважина 6-Т          | Мангышлакская область, Казахская ССР                    | 740,0         | 80,00  | 6,1 | Взрыв в скважине для создания провальных воронок для водохранилищ и решения вопросов инженерной сейсмологии | [ 6 ] [ 13 ] [ 10 ] [ 12 ]  |
| 18  | 23 декабря 1970 7:01   | Скважина 1-Т          | Мангышлакская область, Казахская ССР                    | 470,0         | 75,00  | 6,1 | Взрыв в скважине для создания провальных воронок для водохранилищ и решения вопросов инженерной сейсмологии | [ 6 ] [ 13 ] [ 10 ] [ 12 ]  |
| 19  | 23 марта 1971 7:00     | Тайга                 | Пермская область, РСФСР                                 | 128,0         | 15,00  | 5,6 | Взрыв в скважинах № 1Б-3Б на выброс с целью создания траншеи                                                | [ 6 ] [ 13 ] [ 10 ] [ 14 ]  |
| 20  | 9 апреля 1971          | Штольня 148/1         | Семипалатинский полигон                                 |               | 0,23   |     | Взрыв в штольне для самозахоронения образовавшихся радиоактивных продуктов                                  | [ 13 ] [ 10 ] [ 14 ]        |
| 21  | 2 июля 1971 17:00      | Глобус-4              | Коми АССР, РСФСР                                        | 542,0         | 2,30   | 4,7 | Первый взрыв с целью глубинного сейсмического зондирования Земли, скважина № ГБ-4                           | [ 6 ] [ 13 ] [ 15 ] [ 14 ]  |
| 22  | 10 июля 1971 17:00     | Глобус-3              | Коми АССР, РСФСР                                        | 465,0         | 2,30   | 5,3 | Взрыв в скважине № ГБ-3 с целью глубинного сейсмического зондирования Земли                                 | [ 6 ] [ 13 ] [ 15 ] [ 14 ]  |
| 23  | 19 сентября 1971 11:00 | Глобус-1              | Ивановская область, РСФСР                               | 610,0         | 2,30   | 4,5 | Взрыв в скважине № ГБ-1 с целью глубинного сейсмического зондирования Земли                                 | [ 6 ] [ 13 ] [ 15 ] [ 14 ]  |
| 24  | 4 октября 1971 10:00   | Глобус-2              | Архангельская область, РСФСР                            | 595,0         | 2,30   | 5,1 | Взрыв в скважине № ГБ-2 с целью глубинного сейсмического зондирования Земли                                 | [ 6 ] [ 13 ] [ 15 ] [ 14 ]  |
| 25  | 22 октября 1971 5:00   | Сапфир                | Оренбургская область, РСФСР                             | 1140,0        | 15,00  | 5,3 | Взрыв в скважине № Е-2, создание полости для хранения газа                                                  | [ 16 ] [ 13 ] [ 15 ] [ 17 ] |
| 26  | 22 декабря 1971 7:00   | Азгир                 | Гурьевская область, Казахская ССР                       | 986,0         | 64,00  | 6,0 | Взрыв в скважине № А-3, создание полости в массиве каменной соли                                            | [ 16 ] [ 13 ] [ 15 ] [ 17 ] |
| 27  | 11 апреля 1972 6:00    | Кратер                | Марыйская область, Туркменская ССР                      | 1720,0        | 15,00  | 4,9 | Взрыв в скважине для перекрытия газового фонтана                                                            | [ 16 ] [ 13 ] [ 15 ] [ 17 ] |
| 28  | 9 июля 1972 7:00       | Факел                 | Харьковская область, Украинская ССР                     | 2483,0        | 3,80   | 4,8 | Взрыв в скважине для перекрытия газового фонтана                                                            | [ 16 ] [ 13 ] [ 15 ] [ 17 ] |
| 29  | 20 августа 1972 3:00   | Регион-3              | Уральская область, Казахская ССР                        | 489,0         | 6,60   | 5,7 | Взрыв в скважине № Р-3 с целью глубинного сейсмического зондирования Земли                                  | [ 16 ] [ 13 ] [ 15 ] [ 17 ] |
| 30  | 4 сентября 1972 7:00   | Днепр-1               | Мурманская область, РСФСР                               | 131,0         | 2,10   | 4,5 | Взрыв в штольне для отработки технологического процесса дробления руды                                      | [ 16 ] [ 18 ] [ 15 ] [ 17 ] |
| 31  | 21 сентября 1971 9:00  | Регион-1              | Оренбургская область, РСФСР                             | 485,0         | 2,30   | 5,1 | Взрыв в скважине № Р-1 с целью глубинного сейсмического зондирования Земли                                  | [ 16 ] [ 18 ] [ 15 ] [ 17 ] |
| 32  | 3 октября 1972 9:00    | Регион-4              | Калмыцкая АССР, РСФСР                                   | 485,0         | 6,60   | 5,8 | Взрыв в скважине № Р-4 с целью глубинного сейсмического зондирования Земли                                  | [ 16 ] [ 18 ] [ 15 ] [ 19 ] |
| 33  | 24 ноября 1972 9:00    | Регион-2              | Оренбургская область, РСФСР                             | 672,0         | 2,30   | 4,7 | Взрыв в скважине № Р-2 с целью глубинного сейсмического зондирования Земли                                  | [ 16 ] [ 18 ] [ 15 ] [ 19 ] |
| 34  | 24 ноября 1972 10:00   | Регион-5              | Кустанайская область, Казахская ССР                     | 423,0         | 6,60   | 5,2 | Взрыв в скважине № Р-5 с целью глубинного сейсмического зондирования Земли                                  | [ 16 ] [ 18 ] [ 15 ] [ 19 ] |
| 35  | 15 августа 1973 2:00   | Меридиан-3            | Чимкентская область, Казахская ССР                      | 600,0         | 6,30   | 5,3 | Взрыв в скважине № МН-3 с целью глубинного сейсмического зондирования Земли                                 | [ 16 ] [ 18 ] [ 15 ] [ 19 ] |
| 36  | 28 августа 1973 3:00   | Меридиан-1            | Целиноградская область, Казахская ССР                   | 395,0         | 6,30   | 5,2 | Взрыв в скважине № МН-1 с целью глубинного сейсмического зондирования Земли                                 | [ 16 ] [ 18 ] [ 15 ] [ 19 ] |
| 37  | 19 сентября 1973 3:00  | Меридиан-2            | Чимкентская область, Казахская ССР                      | 400,0         | 6,30   | 5,2 | Взрыв в скважине № МН-2 с целью глубинного сейсмического зондирования Земли                                 | [ 16 ] [ 18 ] [ 15 ] [ 19 ] |
| 38  | 30 сентября 1973 5:00  | Сапфир                | Оренбургская область, РСФСР                             | 1145,0        | 10,00  | 5,2 | Взрыв в скважине № Е-3 для создания полостей с целью хранения газа                                          | [ 16 ] [ 18 ] [ 15 ] [ 19 ] |
| 39  | 26 октября 1973 6:00   | Кама-2                | Башкирская АССР, РСФСР                                  | 2026,0        | 10,00  | 4,8 | Взрыв в скважине с целью захоронения промышленных стоков                                                    | [ 16 ] [ 18 ] [ 15 ] [ 20 ] |
| 40  | 8 июля 1974 6:00       | Кама-1                | Башкирская АССР, РСФСР                                  | 2123,0        | 10,00  | 4,6 | Взрыв в скважине с целью захоронения промышленных стоков                                                    | [ 16 ] [ 18 ] [ 15 ] [ 20 ] |
| 41  | 14 августа 1974 15:00  | Горизонт-2            | Ямало-Ненецкий НО, РСФСР                                | 534,0         | 7,60   | 5,5 | Взрыв в скважине № Г-2 с целью глубинного сейсмического зондирования Земли                                  | [ 16 ] [ 18 ] [ 15 ] [ 20 ] |
| 42  | 29 апреля 1974 15:00   | Горизонт-1            | Коми АССР, РСФСР                                        | 583,0         | 7,60   | 5,2 | Взрыв в скважине № Г-1 с целью глубинного сейсмического зондирования Земли                                  | [ 16 ] [ 18 ] [ 15 ] [ 20 ] |
| 43  | 2 октября 1974 1:00    | Кристалл              | Якутская АССР, РСФСР                                    | 98,0          | 1,70   | 4,6 | Взрыв в скважине для создания плотины-«хвостохранилища»                                                     | [ 16 ] [ 21 ] [ 15 ] [ 20 ] |
| 44  | 7 декабря 1974 6:00    | Лазурит               | Семипалатинский полигон                                 | 75,0          | 1,70   | 4,7 | Взрыв в скважине № Р-1 для создания плотины путём разрушения горного склона                                 | [ 16 ] [ 21 ] [ 15 ] [ 20 ] |
| 45  | 16 декабря 1974        | Штольня 148/5         | Семипалатинский полигон                                 |               | 3,80   |     | Взрыв для отработки технологии самозахоронения продуктов ядерного распада                                   | [ 21 ] [ 15 ] [ 20 ]        |
| 46  | 25 апреля 1975 5:00    | Азгир                 | Гурьевская область, Казахская ССР                       | 600,0         | 0,35   | 4,9 | Повторный взрыв в скважине № А-2-2 в полости каменной соли для получения трансплутониевых элементов         | [ 16 ] [ 21 ] [ 22 ] [ 20 ] |
| 47  | 12 августа 1975 15:00  | Горизонт-4            | Якутская АССР, РСФСР                                    | 496,0         | 7,60   | 5,2 | Взрыв в скважине № Г-4 с целью глубинного сейсмического зондирования Земли                                  | [ 16 ] [ 21 ] [ 22 ] [ 23 ] |
| 48  | 29 сентября 1975 11:00 | Горизонт-3            | Таймырский НО, РСФСР                                    | 834,0         | 7,60   | 4,9 | Взрыв в скважине № Г-3 с целью глубинного сейсмического зондирования Земли                                  | [ 16 ] [ 21 ] [ 22 ] [ 23 ] |
| 49  | 29 марта 1976 7:00     | Азгир                 | Гурьевская область, Казахская ССР                       | 986,0         | 10,00  | 4,4 | Повторный взрыв в скважине № А-3-2 в полости каменной соли для снижения сейсмического эффекта               | [ 16 ] [ 21 ] [ 22 ] [ 23 ] |
| 50  | 29 июля 1976 5:00      | Азгир                 | Гурьевская область, Казахская ССР                       | 1000,0        | 58,00  | 5,9 | Взрыв в скважине № А-4 для создания полостей в массиве каменной соли                                        | [ 16 ] [ 21 ] [ 22 ] [ 23 ] |
| 51  | 5 ноября 1976 4:00     | Ока                   | Якутская АССР, РСФСР                                    | 1522,0        | 15,00  | 4,9 | Взрыв в скважине № 42 для интенсификации добычи в нефтегазоносных формациях                                 | [ 16 ] [ 21 ] [ 22 ] [ 23 ] |
| 52  | 26 июля 1977 17:00     | Метеорит-2            | Таймырский АО, РСФСР                                    | 850,0         | 15,00  | 4,9 | Взрыв в скважине № М2 с целью глубинного сейсмического зондирования Земли                                   | [ 16 ] [ 21 ] [ 22 ] [ 23 ] |
| 53  | 11 августа 1977 22:00  | Метеорит-5            | Бурятская АССР, РСФСР                                   | 494,0         | 8,50   | 5,2 | Взрыв в скважине № М5 с целью глубинного сейсмического зондирования Земли                                   | [ 24 ] [ 21 ] [ 22 ] [ 23 ] |
| 54  | 21 августа 1977 22:00  | Метеорит-3            | Эвенкийский АО, РСФСР                                   | 600,0         | 8,50   | 5,0 | Взрыв в скважине № М3 с целью глубинного сейсмического зондирования Земли                                   | [ 24 ] [ 21 ] [ 22 ] [ 23 ] |
| 55  | 10 сентября 1977 16:00 | Метеорит-4            | Иркутская область, РСФСР                                | 550,0         | 7,60   | 4,8 | Взрыв в скважине № М4 с целью глубинного сейсмического зондирования Земли                                   | [ 24 ] [ 21 ] [ 22 ] [ 25 ] |
| 56  | 30 сентября 1977 7:00  | Азгир                 | Гурьевская область, Казахская ССР                       | 1500,0        | 10,00  | 5,1 | Взрыв в скважине № А-5 для создания полостей в массиве каменной соли                                        | [ 24 ] [ 21 ] [ 22 ] [ 25 ] |
| 57  | 14 октября 1977 7:00   | Азгир                 | Гурьевская область, Казахская ССР                       | 600,0         | 0,10   | 3,4 | Третий взрыв в полости скважины № А-2-3 для получения трансплутониевых элементов                            | [ 24 ] [ 21 ] [ 22 ] [ 25 ] |
| 58  | 30 октября 1977        | Азгир                 | Гурьевская область, Казахская ССР                       | 600,0         | 0,01   |     | Четвёртый взрыв в полости скважины № А-2-4 для получения трансплутониевых элементов                         | [ 24 ] [ 26 ] [ 22 ] [ 25 ] |
| 59  | 9 августа 1978 18:00   | Кратон-4              | Якутская АССР, РСФСР                                    | 567,0         | 22,00  | 5,6 | Взрыв в скважине № КР-4 с целью глубинного сейсмического зондирования Земли                                 | [ 24 ] [ 26 ] [ 22 ] [ 25 ] |
| 60  | 24 августа 1978 18:00  | Кратон-3              | Якутская АССР, РСФСР                                    | 577,0         | 22,00  | 5,1 | Взрыв в скважине № КР-3 с целью глубинного сейсмического зондирования Земли                                 | [ 24 ] [ 26 ] [ 22 ] [ 25 ] |
| 61  | 12 сентября 1978 5:00  | Азгир                 | Гурьевская область, Казахская ССР                       | 600,0         | 0,08   | 3,0 | Пятый взрыв в полости скважины № А-2-5 для получения трансплутониевых элементов                             | [ 24 ] [ 26 ] [ 22 ] [ 25 ] |
| 62  | 21 сентября 1978 15:00 | Кратон-2              | Красноярский край, РСФСР                                | 886,0         | 15,00  | 5,2 | Взрыв в скважине № КР-2 с целью глубинного сейсмического зондирования Земли                                 | [ 24 ] [ 26 ] [ 22 ] [ 27 ] |
| 63  | 8 октября 1978 0:00    | Вятка                 | Якутская АССР, РСФСР                                    | 1545,0        | 15,00  | 5,2 | Взрыв в скважине № 43 для интенсификации добычи в нефтегазоносных формациях                                 | [ 24 ] [ 26 ] [ 22 ] [ 27 ] |
| 64  | 17 октября 1978 5:00   | Азгир                 | Гурьевская область, Казахская ССР                       | 971,0         | 73,00  | 5,8 | Групповой взрыв в скважине № А-7 (0,001-20 и 20-150 кт) для создания полостей в массиве каменной соли       | [ 24 ] [ 26 ] [ 22 ] [ 27 ] |
| 65  | 17 октября 1978 14:00  | Кратон-1              | Ханты-Мансийский АО, РСФСР                              | 593,0         | 22,00  | 5,5 | Взрыв в скважине № КР-1 с целью глубинного сейсмического зондирования Земли                                 | [ 24 ] [ 26 ] [ 28 ] [ 27 ] |
| 66  | 30 ноября 1978 8:00    | Азгир                 | Гурьевская область, Казахская ССР                       | 600,0         | 0,06   | 3,1 | Шестой взрыв в полости скважины № А-2-6 для получения трансплутониевых элементов                            | [ 24 ] [ 26 ] [ 28 ] [ 27 ] |
| 67  | 18 декабря 1978 8:00   | Азгир                 | Гурьевская область, Казахская ССР                       | 630,0         | 103,00 | 6,0 | Взрыв в скважине № А-9 с целью создания полостей в массиве каменной соли                                    | [ 24 ] [ 26 ] [ 28 ] [ 27 ] |
| 68  | 10 января 1979 8:00    | Азгир                 | Гурьевская область, Казахская ССР                       | 600,0         | 0,50   | 4,4 | Седьмой взрыв в полости скважины № А-2-7 для получения трансплутониевых элементов                           | [ 24 ] [ 26 ] [ 28 ] [ 27 ] |
| 69  | 17 января 1979 8:00    | Азгир                 | Гурьевская область, Казахская ССР                       | 995,0         | 65,00  | 6,0 | Групповой взрыв в скважине № А-8 (0,001-20 и 20-150 кт) для создания полостей в массиве каменной соли       | [ 24 ] [ 26 ] [ 28 ] [ 29 ] |
| 70  | 14 июля 1979 5:00      | Азгир                 | Гурьевская область, Казахская ССР                       | 982,0         | 21,00  | 5,6 | Групповой взрыв в скважине № А-11 (три взрыва по 0,001-20 кт) для создания полостей в массиве каменной соли | [ 24 ] [ 26 ] [ 28 ] [ 29 ] |
| 71  | 12 августа 1979 18:00  | Кимберлит-4           | Якутская АССР, РСФСР                                    | 982,0         | 8,5    | 4,9 | Взрыв в скважине № КМ-4 с целью глубинного сейсмического зондирования Земли                                 | [ 24 ] [ 26 ] [ 28 ] [ 29 ] |
| 72  | 6 сентября 1979 18:00  | Кимберлит-3           | Эвенкийский АО, РСФСР                                   | 599,0         | 8,5    | 4,9 | Взрыв в скважине № КМ-3 с целью глубинного сейсмического зондирования Земли                                 | [ 24 ] [ 30 ] [ 28 ] [ 29 ] |
| 73  | 16 сентября 1979 8:00  | Кливаж                | Донецкая область, Украинская ССР                        | 903,0         | 0,30   |     | Взрыв в шахте с целью предупреждения выбросов угольной пыли и метана                                        | [ 24 ] [ 30 ] [ 28 ] [ 29 ] |
| 74  | 4 октября 1979 16:00   | Кимберлит-1           | Ханты-Мансийский АО, РСФСР                              | 837,0         | 22,00  | 5,4 | Взрыв в скважине № КМ-1 с целью глубинного сейсмического зондирования Земли                                 | [ 24 ] [ 30 ] [ 28 ] [ 29 ] |
| 75  | 8 октября 1979 21:00   | Шексна                | Якутская АССР, РСФСР                                    | 1545,0        | 15,00  | 4,9 | Взрыв в скважине № 47 для интенсификации добычи в нефтегазоносных формациях                                 | [ 24 ] [ 30 ] [ 28 ] [ 29 ] |
| 76  | 24 октября 1979 6:00   | Азгир                 | Гурьевская область, Казахская ССР                       | 980,0         | 33,00  |     | Групповой взрыв в скважине № А-10 (0,001-20 и 20-150 кт) для создания полостей в массиве каменной соли      | [ 24 ] [ 30 ] [ 28 ] [ 29 ] |
| 77  | 16 июня 1980 16:00     | Бутан                 | Башкирская АССР, РСФСР                                  | 1400,0        | 3,20   |     | Взрыв в скважине № 1 для интенсификации добычи в нефтегазоносных формациях                                  | [ 31 ] [ 30 ] [ 28 ] [ 32 ] |
| 78  | 25 июня 1980 6:00      | Бутан                 | Башкирская АССР, РСФСР                                  | 1390,0        | 3,20   |     | Взрыв в скважине № 3 для интенсификации добычи в нефтегазоносных формациях                                  | [ 31 ] [ 30 ] [ 28 ] [ 32 ] |
| 79  | 8 октября 1980 6:00    | Вега-1Т               | Астраханская область, РСФСР                             | 1050,0        | 8,50   | 5,2 | Взрыв в скважине № 1Т для создания полостей с целью хранения газа                                           | [ 31 ] [ 30 ] [ 28 ] [ 32 ] |
| 80  | 1 ноября 1980 13:00    | Батолит-1             | Эвенкийский АО, РСФСР                                   | 720,0         | 8,00   | 5,2 | Взрыв в скважине № БТ-1 с целью глубинного сейсмического зондирования Земли                                 | [ 31 ] [ 30 ] [ 28 ] [ 32 ] |
| 81  | 10 декабря 1980 7:00   | Ангара                | Ханты-Мансийский АО, РСФСР                              | 2485,0        | 15,00  | 4,6 | Взрыв в скважине для интенсификации добычи в нефтегазоносных формациях                                      | [ 31 ] [ 30 ] [ 28 ] [ 32 ] |
| 82  | 25 мая 1981 5:00       | Пирит                 | Ненецкий АО, РСФСР                                      | 1511,0        | 37,60  | 5,5 | Взрыв в скважине для перекрытия газовых фонтанов                                                            | [ 31 ] [ 30 ] [ 28 ] [ 32 ] |
| 83  | 2 сентября 1981 4:00   | Гелий-1               | Пермская область, РСФСР                                 | 2088,0        | 3,20   | 4,5 | Взрыв в скважине № 401 для интенсификации добычи в нефтегазоносных формациях                                | [ 31 ] [ 30 ] [ 28 ] [ 32 ] |
| 84  | 26 сентября 1981 5:00  | Вега-4Т               | Астраханская область, РСФСР                             | 1050,0        | 8,50   | 5,3 | Взрыв в скважине № 4Т/2 для создания полостей с целью хранения газа                                         | [ 31 ] [ 30 ] [ 33 ] [ 34 ] |
| 85  | 26 сентября 1981 5:04  | Вега-2Т               | Астраханская область, РСФСР                             | 1050,0        | 8,50   | 5,2 | Взрыв в скважине № 2Т/2 для создания полостей с целью хранения газа                                         | [ 31 ] [ 30 ] [ 28 ] [ 32 ] |
| 86  | 22 октября 1981 14:00  | Шпат-2                | Эвенкийский АО, РСФСР                                   | 581,0         | 8,50   | 4,9 | Взрыв в скважине № ШП-2 с целью глубинного сейсмического зондирования Земли                                 | [ 31 ] [ 35 ] [ 33 ] [ 34 ] |
| 87  | 30 июля 1982 21:00     | Рифт-3                | Усть-Ордынский Бурятский АО, РСФСР                      | 554,0         | 8,50   | 5,1 | Взрыв в скважине № РФ-3 с целью глубинного сейсмического зондирования Земли                                 | [ 31 ] [ 35 ] [ 33 ] [ 34 ] |
| 88  | 4 сентября 1982 18:00  | Рифт-1                | Таймырский АО, РСФСР                                    | 960,0         | 16,00  | 5,2 | Взрыв в скважине № РФ-1 с целью глубинного сейсмического зондирования Земли                                 | [ 31 ] [ 35 ] [ 33 ] [ 34 ] |
| 89  | 25 сентября 1982 18:00 | Рифт-4                | Красноярский край, РСФСР                                | 554,0         | 8,50   | 5,1 | Взрыв в скважине № РФ-4 с целью глубинного сейсмического зондирования Земли                                 | [ 31 ] [ 35 ] [ 33 ] [ 34 ] |
| 90  | 10 октября 1982 5:00   | Нева-1                | Якутская АССР, РСФСР                                    | 1502,0        | 15,00  | 5,3 | Взрыв в скважине № 66 для интенсификации добычи в нефтегазоносных формациях                                 | [ 31 ] [ 35 ] [ 33 ] [ 34 ] |
| 91  | 16 октября 1982 6:00   | Вега-7Т               | Астраханская область, РСФСР                             | 947,0         | 8,50   | 5,2 | Взрыв в скважине № 7Т для создания полостей с целью хранения газа                                           | [ 31 ] [ 35 ] [ 33 ] [ 34 ] |
| 92  | 16 октября 1982 6:05   | Вега-6Т               | Астраханская область, РСФСР                             | 991,0         | 8,50   | 5,2 | Взрыв в скважине № 6Т для создания полостей с целью хранения газа                                           | [ 31 ] [ 35 ] [ 33 ] [ 34 ] |
| 93  | 16 октября 1982 6:10   | Вега-5Т               | Астраханская область, РСФСР                             | 1100,0        | 8,50   | 5,2 | Взрыв в скважине № 5Т для создания полостей с целью хранения газа                                           | [ 31 ] [ 35 ] [ 33 ] [ 34 ] |
| 94  | 16 октября 1982 6:15   | Вега-3Т               | Астраханская область, РСФСР                             | 1057,0        | 13,50  | 5,4 | Взрыв в скважине № 3Т для создания полостей с целью хранения газа                                           | [ 31 ] [ 35 ] [ 33 ] [ 34 ] |
| 95  | 20 июля 1983 4:00      | Лира-1Т               | Уральская область, Казахская ССР                        | 907,0         | 15,00  | 5,3 | Взрыв в скважине № 1Т для создания полостей в массиве каменной соли с целью хранения газа                   | [ 31 ] [ 35 ] [ 33 ] [ 34 ] |
| 96  | 20 июля 1983 4:05      | Лира-2Т               | Уральская область, Казахская ССР                        | 917,0         | 15,00  | 5,3 | Взрыв в скважине № 2Т для создания полостей в массиве каменной соли с целью хранения газа                   | [ 31 ] [ 35 ] [ 33 ] [ 36 ] |
| 97  | 20 июля 1983 4:10      | Лира-3Т               | Уральская область, Казахская ССР                        | 841,0         | 15,00  | 5,2 | Взрыв в скважине № 3Т для создания полостей в массиве каменной соли с целью хранения газа                   | [ 31 ] [ 35 ] [ 33 ] [ 36 ] |
| 98  | 24 сентября 1983 5:00  | Вега-8Т               | Астраханская область, РСФСР                             | 1050,0        | 8,50   | 5,1 | Взрыв в скважине № 8РТ для создания полостей с целью хранения газа                                          | [ 31 ] [ 35 ] [ 33 ] [ 36 ] |
| 99  | 24 сентября 1983 5:05  | Вега-9Т               | Астраханская область, РСФСР                             | 1050,0        | 8,50   | 5,0 | Взрыв в скважине № 9РТ для создания полостей с целью хранения газа                                          | [ 37 ] [ 35 ] [ 33 ] [ 36 ] |
| 100 | 24 сентября 1983 5:10  | Вега-11Т              | Астраханская область, РСФСР                             | 920,0         | 8,50   | 4,9 | Взрыв в скважине № 11РТ для создания полостей с целью хранения газа                                         | [ 37 ] [ 38 ] [ 33 ] [ 36 ] |
| 101 | 24 сентября 1983 5:15  | Вега-13Т              | Астраханская область, РСФСР                             | 1100,0        | 8,50   | 5,2 | Взрыв в скважине № 13РТ для создания полостей с целью хранения газа                                         | [ 37 ] [ 38 ] [ 33 ] [ 36 ] |
| 102 | 24 сентября 1983 5:20  | Вега-10Т              | Астраханская область, РСФСР                             | 950,0         | 8,50   | 5,2 | Взрыв в скважине № 10РТ для создания полостей с целью хранения газа                                         | [ 37 ] [ 38 ] [ 33 ] [ 36 ] |
| 103 | 24 сентября 1983 5:25  | Вега-12Т              | Астраханская область, РСФСР                             | 1100,0        | 8,50   | 5,2 | Взрыв в скважине № 12РТ для создания полостей с целью хранения газа                                         | [ 37 ] [ 38 ] [ 33 ] [ 36 ] |
| 104 | 21 июля 1984 3:00      | Лира-4Т               | Уральская область, Казахская ССР                        | 850,0         | 15,00  | 5,2 | Взрыв в скважине № 4Т для создания полостей в массиве каменной соли с целью хранения газа                   | [ 37 ] [ 38 ] [ 33 ] [ 36 ] |
| 105 | 21 июля 1984 3:05      | Лира-6Т               | Уральская область, Казахская ССР                        |               | 15,00  |     | Взрыв в скважине № 6Т для создания полостей в массиве каменной соли с целью хранения газа                   | [ 37 ] [ 38 ] [ 33 ] [ 36 ] |
| 106 | 21 июля 1984 3:10      | Лира-5Т               | Уральская область, Казахская ССР                        |               | 15,00  |     | Взрыв в скважине № 5Т для создания полостей в массиве каменной соли с целью хранения газа                   | [ 37 ] [ 38 ] [ 33 ] [ 36 ] |
| 107 | 11 августа 1984 19:00  | Кварц-2               | Коми АССР, РСФСР                                        | 759,0         | 8,50   | 5,3 | Взрыв в скважине № К-2 с целью глубинного сейсмического зондирования Земли                                  | [ 37 ] [ 38 ] [ 33 ] [ 36 ] |
| 108 | 25 августа 1984 19:00  | Кварц-3               | Ханты-Мансийский АО, РСФСР                              | 726,0         | 8,50   | 5,3 | Взрыв в скважине № К-3 с целью глубинного сейсмического зондирования Земли                                  | [ 37 ] [ 38 ] [ 39 ] [ 36 ] |
| 109 | 27 августа 1984 6:00   | Днепр-2               | Мурманская область, РСФСР                               | 175,0         | 3,40   | 4,5 | Двойной взрыв в штольне по 1,7 кт каждый с целью дробления руды                                             | [ 37 ] [ 38 ] [ 39 ] [ 36 ] |
| 110 | 28 августа 1984 3:00   | Гелий-2               | Пермская область, РСФСР                                 | 2065,0        | 3,20   | 4,4 | Взрыв в скважине № 402 для интенсификации добычи в нефтегазоносных формациях                                | [ 37 ] [ 38 ] [ 39 ] [ 36 ] |
| 111 | 28 августа 1984 3:05   | Гелий-3               | Пермская область, РСФСР                                 | 2075,0        | 3,20   | 4,3 | Взрыв в скважине № 403 для интенсификации добычи в нефтегазоносных формациях                                | [ 37 ] [ 38 ] [ 39 ] [ 40 ] |
| 112 | 18 сентября 1984 21:00 | Кварц-4               | Кемеровская область, РСФСР                              | 557,0         | 10,00  | 4,9 | Взрыв в скважине № К-4 с целью глубинного сейсмического зондирования Земли                                  | [ 37 ] [ 38 ] [ 39 ] [ 40 ] |
| 113 | 27 октября 1984 6:00   | Вега-14Т              | Астраханская область, РСФСР                             | 1000,0        | 3,20   | 5,0 | Взрыв в скважине № 14РТ для создания полостей в массиве каменной соли с целью хранения газа                 | [ 37 ] [ 41 ] [ 39 ] [ 40 ] |
| 114 | 27 октября 1984 6:05   | Вега-15Т              | Астраханская область, РСФСР                             | 1000,0        | 3,20   | 5,0 | Взрыв в скважине № 15РТ для создания полостей в массиве каменной соли с целью хранения газа                 | [ 37 ] [ 41 ] [ 39 ] [ 40 ] |
| 115 | 18 сентября 1985 4:00  | Бензол                | Ханты-Мансийский АО, РСФСР                              | 2860,0        | 2,50   |     | Взрыв в скважине для интенсификации добычи в нефтегазоносных формациях                                      | [ 37 ] [ 41 ] [ 39 ] [ 40 ] |
| 116 | 18 июля 1985 21:15     | Агат                  | Архангельская область, РСФСР                            | 772,0         | 8,50   | 5,0 | Взрыв в скважине с целью глубинного сейсмического зондирования Земли                                        | [ 37 ] [ 41 ] [ 39 ] [ 40 ] |
| 117 | 19 апреля 1987 4:00    | Гелий-4               | Пермская область, РСФСР                                 | 2015,0        | 3,20   | 4,5 | Взрыв в скважине № 404 для интенсификации добычи в нефтегазоносных формациях                                | [ 37 ] [ 41 ] [ 39 ] [ 40 ] |
| 118 | 19 апреля 1987 4:05    | Гелий-5               | Пермская область, РСФСР                                 | 2055,0        | 3,20   | 4,4 | Взрыв в скважине № 405 для интенсификации добычи в нефтегазоносных формациях                                | [ 37 ] [ 41 ] [ 39 ] [ 40 ] |
| 119 | 6 июля 1987 0:00       | Нева-2                | Якутская АССР, РСФСР                                    | 1502,0        | 15,00  | 5,1 | Взрыв в скважине № 68 для интенсификации добычи в нефтегазоносных формациях                                 | [ 37 ] [ 41 ] [ 39 ] [ 40 ] |
| 120 | 24 июля 1987 2:00      | Нева-3                | Якутская АССР, РСФСР                                    | 1515,0        | 15,00  | 5,1 | Взрыв в скважине № 61 для интенсификации добычи в нефтегазоносных формациях                                 | [ 37 ] [ 41 ] [ 39 ] [ 40 ] |
| 121 | 12 августа 1987 1:30   | Нева-4                | Якутская АССР, РСФСР                                    | 815,0         | 3,20   | 5,0 | Взрыв в скважине № 101 для интенсификации добычи в нефтегазоносных формациях                                | [ 5 ] [ 41 ] [ 39 ] [ 40 ]  |
| 122 | 3 октября 1987 15:15   | Батолит               | Актюбинская область, Казахская ССР                      | 1002,0        | 8,50   | 5,2 | Взрыв в скважине № БТ-2 с целью глубинного сейсмического зондирования Земли                                 | [ 5 ] [ 41 ] [ 39 ] [ 40 ]  |
| 123 | 22 августа 1988 16:20  | Рубин-2               | Ямало-Ненецкий АО, РСФСР                                | 829,0         | 15,00  | 5,3 | Взрыв в скважине № РН-2 с целью глубинного сейсмического зондирования Земли                                 | [ 5 ] [ 41 ] [ 39 ] [ 42 ]  |
| 124 | 6 сентября 1988 16:20  | Рубин-1               | Архангельская область, РСФСР                            | 820,0         | 8,50   | 4,8 | Взрыв в скважине № РН-1 с целью глубинного сейсмического зондирования Земли                                 | [ 5 ] [ 41 ] [ 39 ] [ 42 ]  |

## Комментарии
1. ↑  Магнитуда землетрясения по объёмным (продольным) волнам определялась по данным Национального центра информации о землетрясениях[англ.] или Международного сейсмологического центра[англ.].